# Rachel Kramer Bussel
Rachel Kramer Bussel, née en 1975, est une écrivaine, chroniqueuse et éditrice américaine spécialisée dans l'érotisme.

## Biographie
Bussel a été rédactrice en chef chez Penthouse Variations et conseillère de rédaction chez Penthouse magazine.
Elle tient actuellement un blogue pour The Huffington Post.
Elle se présente comme bisexuelle, et dit à ce propos : "I think ideally I'd like to have a male lover and a female lover, either a triad situation or one on one".